# Parlementsgebouw (Wenen)

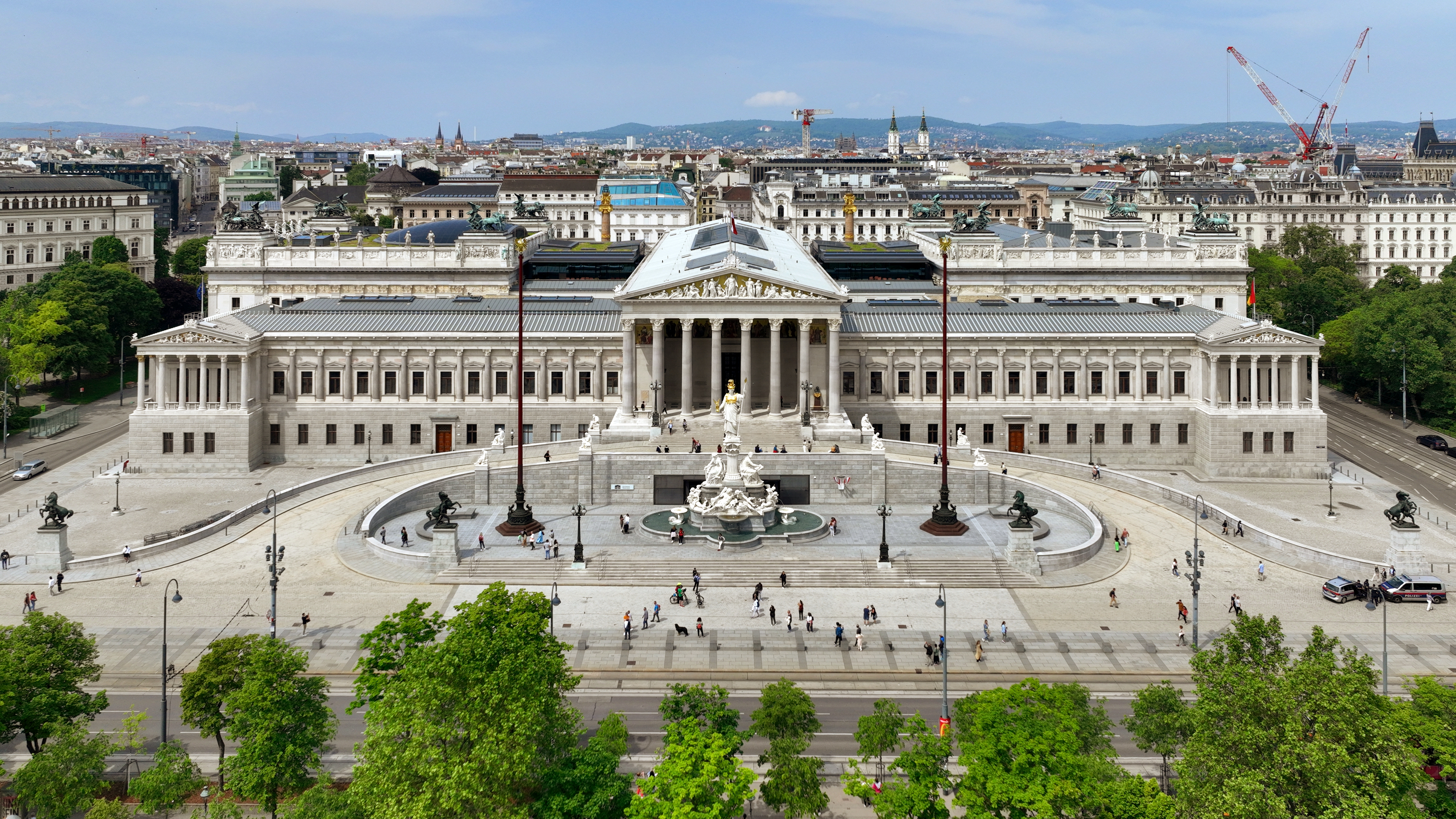
Het Parlementsgebouw vanaf de Ringstraße met in het midden het standbeeld van Pallas Athena

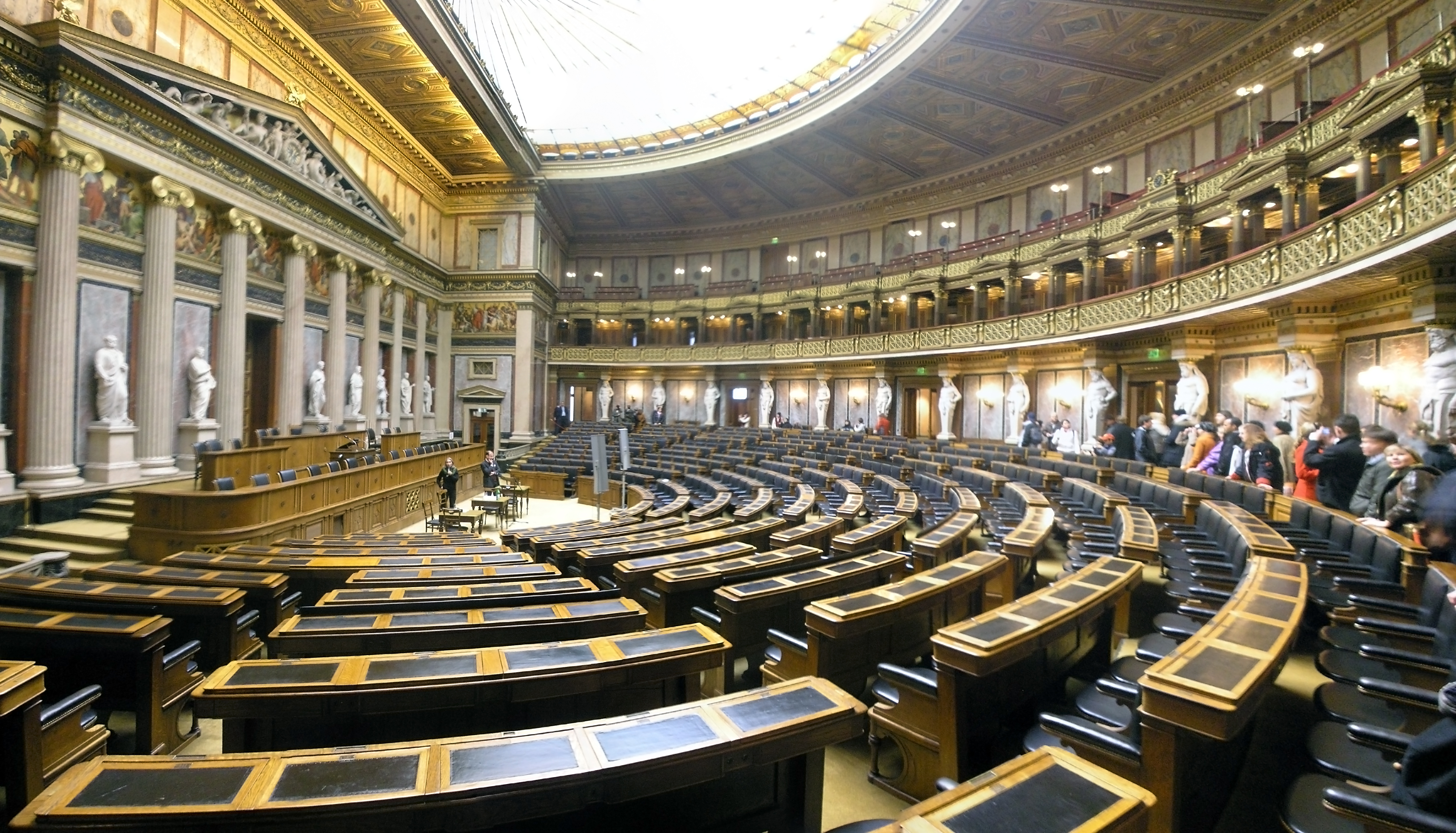
De zaal van de Bundesversammlung, eerder de zaal van de Reichsrat

Het Parlementsgebouw (Duits: Parlamentsgebäude) in Wenen is een gebouw aan de Ringstraße, waarin beide kamers van het Oostenrijkse parlement hun zetel hebben.
Het neoclassicistische gebouw is gebouwd in de periode 1874-1884 en diende oorspronkelijk als gebouw van de Reichsrat, het parlement van het Oostenrijkse deel van Oostenrijk-Hongarije. Architect Theophil von Hansen liet zich inspireren door het Atheense Zappeion. Men koos voor een gebouw in Griekse stijl, omdat men Griekenland als de bakermat van de democratie beschouwde. Voor het gebouw, bij de oprit, staat een grote fontein met een beeld van Pallas Athena.